# Le Cannet
Le Cannet (em provençal Lo Canet) é uma cidade do sul da França, no departamento de Alpes-Maritimes. Ele se situa na beira da cidade de Cannes, na côte d'Azur.